# Provinz Berrechid

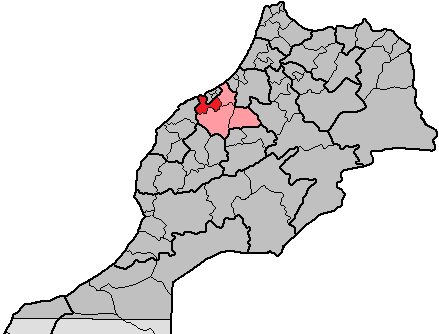
Provinz Berrechid in der Region Chaouia-Ouardigha

Die etwa 2530 km² große und etwa 380.000 Einwohner zählende Provinz Berrechid (arabisch إقليم برشيد) ist seit 2015 Bestandteil der marokkanischen Region Casablanca-Settat (davor Chaouia-Ouardigha). Die Hauptstadt der im Jahr 2009 durch Gebietsabtrennungen von der Provinz Settat neugeschaffene Provinz ist die Stadt Berrechid.

## Geographie

### Lage
Die Provinz Berrechid grenzt im Norden an die Region Casablanca-Settat, im Nordosten an die Provinz Benslimane, im Süden an die Provinz Settat und im Westen an die Provinz El Jadida. Ein nordwestlicher Küstenstreifen grenzt an den Atlantik.

### Landschaft
Die Provinz Berrechid liegt im Westen Marokkos in der Nähe der Millionenstadt Casablanca in einer Höhe von 0 bis ca. 250 m ü. d. M. Das Landschaftsbild ist geprägt durch landwirtschaftliche Anbauflächen.

### Klima
Aufgrund der Nähe zum Meer betragen die sommerlichen Tageshöchsttemperaturen selten mehr als 30 °C; nachts kühlt es bei Bewölkung auf ca. 15 bis 20 °C ab. Im Winter liegen die Tagestemperaturen meist bei 10 bis 20 °C. Regen fällt eigentlich nur in den Wintermonaten November bis Februar.

## Größere Orte (Auswahl)

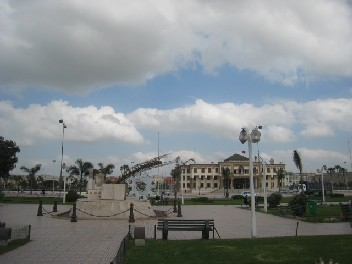
Platz und Denkmal in Berrechid

Die Provinz besteht aus 6 Städten (M) und 16 Landgemeinden (communes rurales) mit jeweils mehreren Dörfern.
| Gemeinde              | Einwohner         | Einwohner         |
| Gemeinde              | 2. September 1994 | 2. September 2004 |
| --------------------- | ----------------- | ----------------- |
| Berrechid (M)         | 57.387            | 92.822            |
| El Gara (M)           | 16.805            | 19.099            |
| Deroua (M)            | 10.266            | 21.794            |
| Had Soualem (M)       | 10.311            | 18.126            |
| Oulad Abbou (M)       | 10.019            | 10.748            |
| Sidi Rahal Chatai (M) | 9.743             | 13.687            |
| Sahel Oulad H'Riz     | 29.721            | 32.769            |
| Laghnimyine           | 16.344            | 16.191            |
| Soualem Trifiya       | 14.524            | 20.598            |
| Oulad Ziyane          | 9.471             | 14.151            |

## Bevölkerung
Seit den 1920er Jahren hat sich die Bevölkerung der Region mehr als verzehnfacht, wobei ein Großteil des Zuwachses auf die – immer noch anhaltende – Zuwanderung aus den Berberregionen Südmarokkos zurückzuführen ist. Ein Großteil der zu mehr als 80 % berberischstämmigen Bevölkerung arbeitet auf dem Land oder als Kleingewerbetreibende in den Städten.

## Wirtschaft
Traditionell spielt die Landwirtschaft die zentrale Rolle im Wirtschaftsleben der Provinz; die nahegelegene Großstadt Casablanca dient als Abnehmer der vielfältigen landwirtschaftlichen Produkte. Der Tourismus spielt so gut wie keine  Rolle.

## Sehenswürdigkeiten
Die Provinz verfügt weder über landschaftliche noch über historisch oder kulturell bedeutsame Sehenswürdigkeiten.